# Mathplanete
Mathplanete – polski zespół muzyczny, założony przez Piotra Skotnickiego i Artura Włodkowskiego w 2004 roku.
Grupa muzyczna zadebiutowała na rynku utworem muzycznym „Free”, który wokalnie wspierała Monika Jarosińska. 
W 2005 roku wydali swój pierwszy album studyjny Mathplanete, na którym gościnnie zaśpiewali między innymi Krzysztof Antkowiak, Natasza Jenkins, Paulla czy Agnieszka Burcan z zespołu Plastic. Singlem promującym album został utwór „Lunatique” z udziałem Edyty Górniak, do którego nakręcono teledysk w reżyserii Patrycji Woy-Woyciechowskiej ze scenariuszem Marcina Paprockiego.
Wraz z grupą muzyczną Music Hazard Inc, zespół nagrał w 2009 roku remiks swojego utworu „Shake Your Brain”.

## Dyskografia
| Rok  | Dane dot. albumu                                                  |
| ---- | ----------------------------------------------------------------- |
| 2006 | Mathplanete - Data: 27 listopada 2006 - Wydawca: EMI Music Poland |

| Rok                                                      | Tytuł                             | Pozycja na liście | Pozycja na liście |
| Rok                                                      | Tytuł                             | LP3               | WiR               |
| -------------------------------------------------------- | --------------------------------- | ----------------- | ----------------- |
| 2005                                                     | „Lunatique” (Feat. Edyta Górniak) | 36                | —                 |
| 2006                                                     | „Sexuality” (Feat. Edyta Górniak) | —                 | 3                 |
| „—” oznacza, że singel nie był notowany na danej liście. |                                   |                   |                   |